# Aleksandra Korukovets
Aleksandra Petrovna Korukovets (em russo:  Александра Петровна Коруковец; Saratov, 1 de outubro de 1976) é uma ex-jogadora de voleibol da Rússia que competiu nos Jogos Olímpicos de 2004.
Em 2004, ela fez parte da equipe russa que conquistou a medalha de prata no torneio olímpico.